# Hans Steger (Politiker, um 1389)
Hans Steger (* um 1398, † um 1460 in Wien) war ein österreichischer Grundbesitzer und Politiker. Er war dreimal Bürgermeister von Wien.

## Leben
Steger kann ab 1418 in Wien nachgewiesen werden. Er war Kaufmann und Wiener Hausgenosse. Er bekleidete zwischen 1422 und 1457 ohne größere Unterbrechungen verschiedenste städtische Ämter in der Stadt Wien. Zum Ritter geschlagen wurde er am 1. Jänner 1438 anlässlich der Wahl Herzog Albrechts V. zum König von Ungarn. Er war insgesamt dreimal Bürgermeister von Wien in den Jahren 1434 bis 1439, 1443 und 1447 bis 1449. Als Bürgermeister veranlasste er 1435 zur Sicherung der Stadt Wien eine Verstärkung der Mauern. 1439 wurde unter ihm die erste Brücke geschlagen, die durchgehend über die noch stark verästelte Donau führte.
Er war dreimal verheiratet. Steger wurde im Stephansdom begraben, der Grabstein wurde 1886 beim Agnesaltar aufgefunden.